# Луар-Отьйон
Луар-Отьйон (фр. Loire-Authion) — муніципалітет у Франції, у регіоні Пеї-де-ла-Луар, департамент Мен і Луара. Луар-Отьйон утворено 1 січня 2016 року шляхом злиття муніципалітетів Андар, Боне, Ла-Боаль, Брен-сюр-л'Отьйон, Корне, Ла-Дагеньєр i Сен-Матюрен-сюр-Луар. Адміністративним центром муніципалітету є Сен-Матюрен-сюр-Луар. Населення — 16 416 осіб (01.01.2021).